# Kaltleim
Als Kaltleim bezeichnet man kalt verarbeitbare Leime. Sie dienen insbesondere dem Verkleben von Holz (Holzkaltleim), also als Holzleim.
Holz und andere Werkstoffe wurden über mehrere Jahrhunderte vorrangig mit Warmleim auf Glutin-Basis verklebt (z. B. Knochenleim, Hautleim, Fischleim oder Hasenleim).
Kaltleim besteht meist aus einer Kunst- oder Naturharz-Dispersion in Wasser.
Kaltleim erreicht jedoch in vielen Fällen nicht die hohe Haltbarkeit einer richtig ausgeführten Warmverleimung.